# سان لويس (جزر البليار)
بلدية سان لويس (بالإسبانية: San Luis) هي بلدية تقع في منطقة جزر البليار شرق إسبانيا.

## الديموغرافيا
بلغ عدد سكان بلدية سان لويس 7.377 نسمة عام 2011 (وفقاً للمعهد الوطني للإحصاء الإسباني).
| 3.928 | 4.257 | 4.918 | 5.865 | 6.414 | 6.997 | 7.377 |